# Jean Tissier
Pour les articles homonymes, voir Tissier.
Jean Tissier est un acteur français, né le 1er avril 1896 à Paris et mort le 31 mars 1973 à Granville (Manche).

## Biographie

### Origines et jeunesse
Jean Tissier naît le 1er avril 1896 dans le 17e arrondissement de Paris, d'une mère célibataire, Jeanne Tissier. Il sera reconnu par Sébastien Tissier en février 1941 (à l'âge de 45 ans) en mairie du 17e.
Après avoir passé son baccalauréat à 17 ans, Jean Tissier commence une carrière de journaliste.

### Carrière
Rapidement attiré par le théâtre, Jean Tissier débute aux côtés de la comédienne Réjane. Il joue entre autres La Puce à l'oreille, Jean de la Lune, Nina ou encore L'Inconnue d'Arras.
En dehors d'une figuration en 1925 dans Madame Sans-Gêne, il apparaît pour la première fois au cinéma en 1927 dans le Napoléon d’Abel Gance. Il épouse en 1934 Louise Georgette Lalire, et tourne avec elle son premier film parlant la même année, sous la direction de Jean de Limur : Le Voyage imprévu. Il est également présent en 1934 dans Le Monde où l'on s'ennuie de Jean de Marguenat. Dès lors, il ne quitte plus les plateaux de cinéma : au cours de sa longue carrière, il aura tourné dans plus de deux cents films, accumulant ainsi une filmographie impressionnante où se côtoient films médiocres et chefs-d’œuvre du cinéma.
De grands réalisateurs comme Sacha Guitry, Henri-Georges Clouzot, Claude Autant-Lara, Roger Vadim, Christian-Jaque, Gilles Grangier, André Cayatte, Marcel Carné, Claude Chabrol, Jean Delannoy, Jean-Pierre Mocky, Emil-Edwin Reinert feront appel à lui. Avec son air nonchalant, son regard ahuri et sournois, sa diction traînante, Jean Tissier interprète souvent des personnages comiques dans la tradition du théâtre de boulevard.
Très populaire dans les années 1940, son rôle le plus mémorable est celui de l'illusionniste dans L'assassin habite au 21 d'Henri-Georges Clouzot en 1942. Il connaît également un grand succès dans Au Bonheur des Dames, adapté de Zola, où il joue l'un des plus importants seconds rôles. Comme un certain nombre d'acteurs de l'époque, il travaille beaucoup pendant l'Occupation pour la Continental.
Il est convoqué en septembre 1944 par les tribunaux de l'Épuration pour s'expliquer : au vu de son intense activité de comédien, tout ce travail laissait peu de temps pour des activités politiques avec l'ennemi. Un non-lieu fut rapidement prononcé en octobre 1944, mais le mal était fait, et c'est surtout auprès des auteurs et réalisateurs prestigieux que Jean Tissier va trouver de la rancune, ne tournant plus par la suite que pour de petits rôles dans des films bien moyens ou des navets.
De plus, le public qui fréquentait les salles de cinéma entre 1940 et 1944, voyait en lui le souvenir de l'Occupation, même s'il était très aimé et apprécié.
En 1945, il publie un livre de souvenirs intitulé Sans maquillage.

#### Surnommé «Le nonchalant qui passe»
Le long de sa carrière, il est présent au théâtre ; il interprète notamment Polonius dans Hamlet monté par Jean Darnel aux arènes gallo-romaines de Saintes en 1959.
À l'aube des années 1960, le succès de Jean Tissier décroît et il ne joue, dès lors, que dans de petits rôles, sauf en 1962, dans Les Cailloux, de Félicien Marceau.
En 1971, il apparaît pour la dernière fois à la télévision dans La Visite de la vieille dame. Cette même année, il joue dans La Veuve Couderc de Pierre Granier-Deferre avec Simone Signoret et Sex-shop de Claude Berri qui sort en 1972.
Employé dans des seconds rôles de personnages de naïf, de gaffeur, de timide et surtout de fripouille, il gagna le surnom de « nonchalant qui passe ». Acteur de cinéma et de théâtre, il se produit également à la radio : en 1955 à la RTF il tient le rôle du mercier-drapier Mog Edwards dans l'adaptation historique de Au bois lacté. L'apparition de Mog à la 8e minute est un des morceaux de bravoure de cette dramatique radiophonique.

### Vie privée

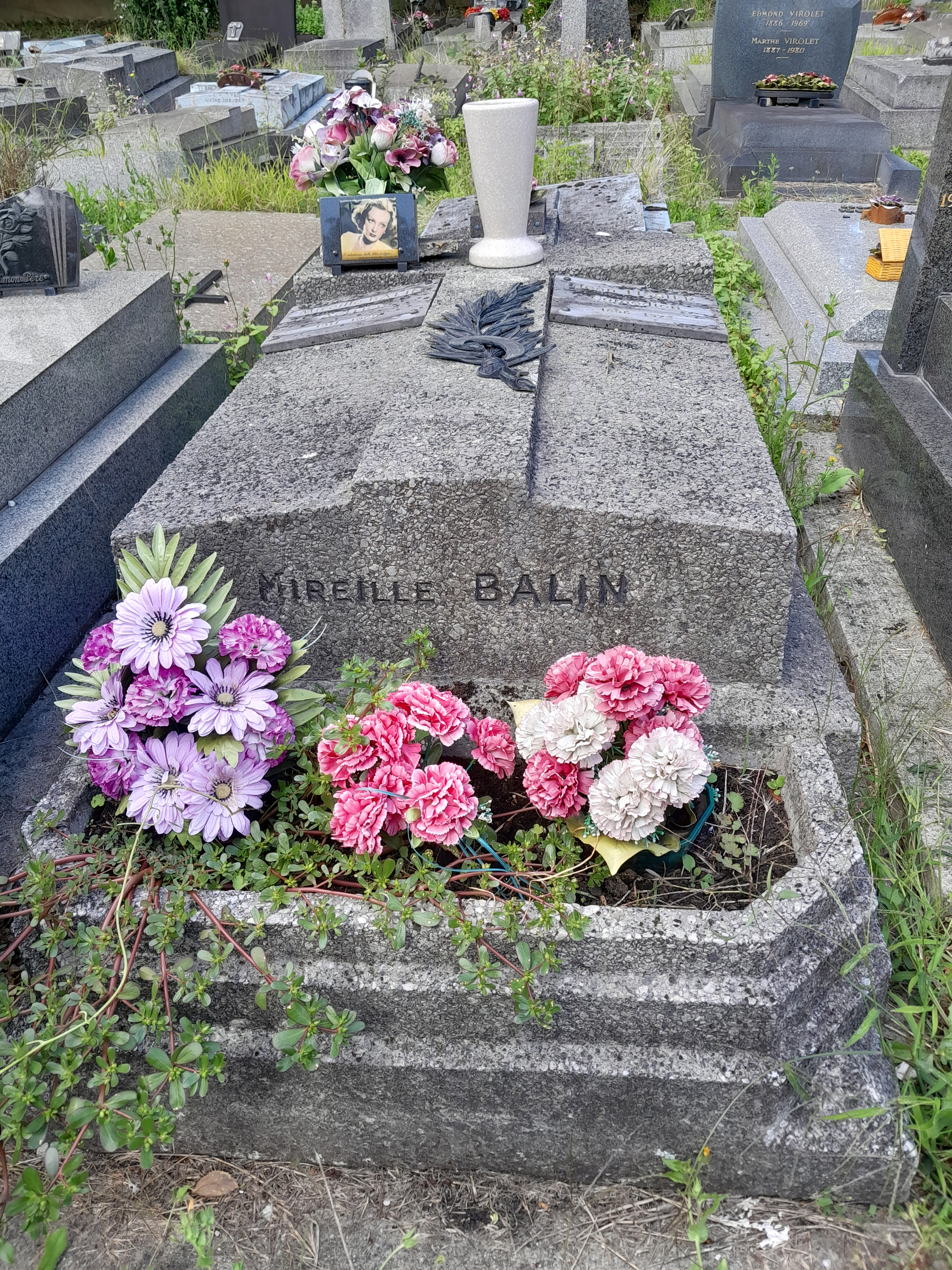
Tombe commune de Mireille Balin et Jean Tissier au cimetière parisien de Saint-Ouen. Le nom de Jean Tissier apparaît sur la plaque en haut à droite de la tombe.

Jean Tissier épouse en 1934 l'actrice Louise Georgette Lalire, (1910-1959) ; elle adopte alors le nom de scène de Georgette Tissier. Ils tournent ensemble une vingtaine de films.
Il est l'oncle de l'acteur Alain Tissier (1943-2001).

### Dernières années
Malgré sa longue filmographie, Jean Tissier fut dans le dénuement à la fin de sa vie. Devenu hémiplégique et dans un état d'intense dépression, il est pris en charge par l'association La roue tourne qui lui trouve une place à la maison de retraite des Petites Sœurs des pauvres de Granville dans la Manche à partir de novembre 1972.
Il meurt cinq mois plus tard, le 31 mars 1973, à Granville, d'un malaise cardiaque la veille de son 77e anniversaire.
L'association fait en sorte qu'il ait une sépulture décente : il est inhumé au cimetière parisien de Saint-Ouen, dans la division 31, dans la même tombe que l'actrice Mireille Balin, morte également dans le dénuement, quatre ans et demi avant lui.

## Filmographie

### Cinéma

#### Années 1920
- 1924 : Madame Sans-Gêne, de Léonce Perret : une figuration
- 1927 : Napoléon, d’Abel Gance : un soldat
- 1929 : Intermède, court métrage de Gaston Biard et René Guygrand

#### Années 1930
- 1930 : La Ronde des heures, d'Alexander Esway
- 1931 : Le Séducteur ingénu, court métrage (réalisation anonyme)
- 1932 : Millionnaire, court métrage de Jim Kay
- 1934 : Les Hommes de la côte, d'André Pellenc
- 1934 : Le Coup du parapluie, court métrage de Victor de Fast
- 1935 : Haut comme trois pommes, de Pierre Ramelot : le gendarme et un curé
- 1935 : Le Voyage imprévu, de Jean de Limur : M. Jacques de Trouville
- 1935 : La Mascotte, de Léon Mathot : le docteur
- 1935 : Le Monde où l'on s'ennuie, de Jean de Marguenat : M. Bellac
- 1935 : Un oiseau rare, de Richard Pottier : M. Mascaret
- 1935 : Quelle drôle de gosse, de Léo Joannon : un invité
- 1935 : Retour au paradis, de Serge de Poligny : le poète
- 1935 : Veille d'armes, de Marcel L'Herbier
- 1935 : À la manière de..., court métrage de Paul Laborde : le directeur
- 1935 : Les Frères Brother, court métrage de Pablo Labor
- 1935 : Les Parents terribles, court métrage de Robert Bibal
- 1935 : Soirée de gala, court métrage de Victor de Fast
- 1936 : Mais n'te promène donc pas toute nue !, court métrage de Léo Joannon : Victor
- 1936 : Enfants de Paris ou Jeunes filles devant l'amour, de Gaston Roudès
- 1936 : Les Gaîtés de la finance, de Jack Forrester : non crédité
- 1936 : Les Gaietés du palace, de Walter Kapps : le maharadjah de Paripatan
- 1936 : La Garçonne, de Jean de Limur : M. des Souzaies
- 1936 : Le Grand Refrain, d'Yves Mirande : le metteur en scène
- 1936 : Une gueule en or, de Pierre Colombier : le chirurgien
- 1936 : Les Jumeaux de Brighton, de Claude Heymann : M. Roberder
- 1936 : Messieurs les ronds-de-cuir, d'Yves Mirande : M. Nègre, le directeur
- 1936 : Nitchevo, de Jacques de Baroncelli : M. Ducourjour, l'inventeur
- 1936 : Blanchette de Pierre Caron : M. Max
- 1937 : L'Affaire du courrier de Lyon, de Maurice Lehmann et Claude Autant-Lara : M. Couriol
- 1937 : L'Ange du foyer, de Léon Mathot : Me Charlotte
- 1937 : Boulot aviateur ou Fripons, voleurs et compagnie, de Maurice de Canonge : M. Squale
- 1937 : Le Chanteur de minuit, de Léo Joannon : le directeur
- 1937 : Le Club des aristocrates, de Pierre Colombier : le secrétaire du club
- 1937 : Une femme sans importance, de Jean Choux : Lord Hustanton
- 1937 : Le Puritain, de Jeff Musso : un client du bouge
- 1937 : Sarati le terrible, d'André Hugon : Beppo
- 1937 : Ne tuez pas Dolly, court métrage de Jean Delannoy
- 1937 : Le Fantôme, court métrage de Pierre Schwab
- 1937 : Monsieur est saisi, court métrage de René Sti
- 1938 : Alerte en Méditerranée, de Léo Joannon : le journaliste
- 1938 : L'Ange que j'ai vendu, de Michel Bernheim : M. André de Belvoir
- 1938 : Carrefour ou L'Homme de la nuit, de Curtis Bernhardt : l'employé de l'agence
- 1938 : Les Deux Combinards, de Jacques Houssin
- 1938 : Les Femmes collantes, de Pierre Caron : M. Claude Patrice
- 1938 : Hercule ou L'Incorruptible, d'Alexander Esway : un des frères Riquel
- 1938 : Je chante, de Christian Stengel : l'éditeur
- 1938 : J'étais une aventurière, de Raymond Bernard : Paulo
- 1938 : Le Monsieur de cinq heures de Pierre Caron : M. Savinien
- 1938 : Le Petit Chose, de Maurice Cloche : M. Viot
- 1939 : Cas de conscience ou Le Créancier, de Walter Kapps : Paul
- 1939 : Quartier Latin, de Pierre Colombier et Christian Chamborant : Dominique
- 1939 : Tourbillon de Paris, d'Henri Diamant-Berger : M. Jean Rozalès

#### Années 1940
- 1940 : Battement de cœur, d'Henri Decoin : Roland Medeville
- 1940 : Le Grand Élan, de Christian-Jaque : le président de la ligue
- 1940 : L'Homme qui cherche la vérité, d'Alexander Esway : le cinéaste
- 1941 : Volpone, Jean Tissier apparaît dans la version initiale de ce film commencé par Jacques de Baroncelli
- 1941 : L'Acrobate, de Jean Boyer : M. Briquet
- 1941 : Ce n'est pas moi, de Jacques de Baroncelli : M. Bardac et M. Cambo
- 1941 : Chèque au porteur, de Jean Boyer : Alaric Pamoison
- 1941 : Le Dernier des six, de Georges Lacombe : M. Tignol
- 1941 : Premier Rendez-vous d'Henri Decoin : Roland
- 1941 : Romance de Paris, de Jean Boyer : Jules
- 1941 : Dernier Refuge (film resté inachevé) de Jacques Constant
- 1941 : Nous les gosses, de Louis Daquin, à confirmer
- 1941 : L'Enfer des anges, de Christian-Jaque : Max
- 1941 : La Nuit de décembre de Kurt Bernhardt : Camille
- 1942 : L'Âge d'or, de Jean de Limur : M. Luberay
- 1942 : L'Amant de Bornéo, de Jean-Paul Feydeau, René Le Hénaff : Lucien Mazerand
- 1942 : L'assassin habite au 21, de Henri-Georges Clouzot : le professeur Lallah-Poor, le fakir
- 1942 : À vos ordres, Madame, de Jean Boyer : Hector Dupuis
- 1942 : La Femme que j'ai le plus aimée, de Robert Vernay : le directeur
- 1942 : Les Inconnus dans la maison, d'Henri Decoin : M. Ducup
- 1942 : L'Irrésistible Rebelle ou Une idée à l'eau, de Jean-Paul Dreyfus (Jean-Paul Le Chanois) : un scénariste
- 1942 : Le Lit à colonnes, de Roland Tual : Jacquot
- 1942 : La Maison des sept jeunes filles, d'Albert Valentin : M. Rorive
- 1943 : Adrien, de Fernandel : M. Mouillette
- 1943 : Au bonheur des dames, d'André Cayatte : M. Bourdoncle
- 1943 : Lucrèce, de Léo Joannon : M. Barbazanges
- 1943 : Mon amour est près de toi, de Richard Pottier : M. Regain
- 1943 : Picpus, de Richard Pottier : M. Mascouvin
- 1943 : Vingt-cinq Ans de bonheur, de René Jayet : Gabriel Castille
- 1944 : La Collection Ménard, de Bernard Roland : l'employé de l'état civil
- 1944 : Coup de tête, de René Le Hénaff : M. Beaufland
- 1944 : Le Merle blanc, de Jacques Houssin : Achille Leroy
- 1945 : Le Cavalier noir, de Gilles Grangier : M. Le Hardi
- 1945 : L'Extravagante Mission ou Milliardaire, d'Henri Calef : le médecin
- 1945 : Fausse Alerte, de Jacques de Baroncelli (tourné en 1940) : M. Grégoire
- 1945 : L'Invité de la onzième heure, de Maurice Cloche : Christophe Berri
- 1945 : Le Roi des resquilleurs, de Jean Devaivre : M. Sycleton
- 1945 : Vingt-quatre Heures de perm', de Maurice Cloche (tourné en 1940) : Jocelyn
- 1945 : Une femme coupée en morceaux, d'Yvan Noé
- 1945 : Christine se marie, de René Le Hénaff
- 1946 : Le Capitan de Robert Vernay : Cogolin
  - première époque : Flamberge au vent
  - deuxième époque : le Chevalier du roi
- 1946 : L'Ennemi sans visage, de Maurice Cammage, Robert-Paul Dagan : Tiburce Artus
- 1946 : Faut ce qu'il faut ou Monsieur Bibi, de René Pujol (tourné en 1940)
- 1946 : Leçon de conduite, de Gilles Grangier : Frédo
- 1946 : Lunegarde, de Marc Allégret : Bob Asselin
- 1946 : On demande un ménage, de Maurice Cam : Octave Le Goulven
- 1946 : Roger la Honte, d'André Cayatte : le baron de Cé
- 1946 : La Revanche de Roger la Honte, d'André Cayatte : le baron de Cé
- 1946 : Son dernier rôle, de Jean Gourguet : l'hôtelier
- 1947 : Les Aventures de Casanova, seconde époque Les Mirages de l'enfer, de Jean Boyer : M. Van Hope
- 1947 : L'Homme traqué, de Robert Bibal : M. Fouasse
- 1947 : La Kermesse rouge, de Paul Mesnier : René de Montbriant
- 1947 : Rendez-vous à Paris, de Gilles Grangier : M. Ménil
- 1947 : Gonzague, court métrage de René Delacroix
- 1947 : Allo j'écoute : Fantaisie sur le téléphone, court métrage tourné en 1942 de René Lucot : un auteur de la musique
- 1947 : Monsieur Badin, court métrage de Georges Régnier : M. Badin
- 1947 : Ouin-Ouin fait fortune, court métrage d'André-Jean Salesse-Lavergne
- 1948 : Les Casse-pieds ou Parade du temps perdu, de Jean Dréville : J.Tissier y joue son propre rôle
- 1948 : La Dame d'onze heures, de Jean Devaivre : Guillaume
- 1948 : Le Diamant de cent sous, de Jacques Daniel-Norman : le président
- 1948 : Métier de fous, d'André Hunebelle : Raymond
- 1948 : Si jeunesse savait, d'André Cerf : Gégène
- 1948 : Toute la famille était là, de Jean de Marguenat : M. Dudru
- 1948 : Une mort sans importance, d'Yvan Noé : M. Duvenay
- 1948 : Cité de l'espérance, de Jean Stelli : Stanislas
- 1948 : La Fleur de l'âge, (film resté inachevé) de Marcel Carné
- 1949 : Ces dames aux chapeaux verts, de Fernand Rivers : M. Émile Dutoit
- 1949 : La Femme nue, d'André Berthomieu : M. Roussel
- 1949 : Gigi, de Jacqueline Audry : Honoré
- 1949 : La Ronde des heures, d'Alexandre Ryder : M. Mirsol
- 1949 : La Veuve et l'Innocent, d'André Cerf : M. Lepautre
- 1949 : Fandango, de Emil-Edwin Reinert : M. Fleur
- 1949 : Un garçon-garçon, court métrage de Georges Meunier : Jérôme
- 1949 : L'Homme explosif, court métrage de Marcel Paulis : M. Foufurieux

#### Années 1950
- 1950 : Véronique, de Robert Vernay
- 1950 : Sans tambour ni trompette, de Roger Blanc
- 1950 : Le Furet ou Crimes à vendre, de Raymond Leboursier : M. de Thomaz
- 1950 : Rome-Express, de Christian Stengel : Giovanni
- 1950 : Minne, l'ingénue libertine, de Jacqueline Audry : M. Maugis
- 1950 : La Porteuse de pain (Portatrice di pane), de Maurice Cloche : Ovide Soliveau
- 1950 : Le Roi du bla bla bla, de Maurice Labro : M. Lafare, le banquier « marron »
- 1950 : Le Tampon du capiston, de Maurice Labro : le commandant Fourcadet
- 1950 : Tête blonde, de Maurice Cam : le prisonnier
- 1950 : Vendetta en Camargue ou Miss Cow-Boy, de Jean Devaivre : M. Hurchart
- 1950 : La Voyageuse inattendue, de Jean Stelli : Jacques
- 1950 : Sa Majesté monsieur Dupont (Prima communione), d'Alessandro Blasetti : l'occupant du taxi
- 1951 : Cœur-sur-Mer de Jacques Daniel-Norman : M. Palamède, philosophe gastronome
- 1951 : Les Petites Cardinal, de Gilles Grangier : le marquis de Cavalcanti
- 1951 : Descendez, on vous demande, de Jean Laviron : M. Léonard de Vignolle
- 1951 : Et ta sœur d’Henri Lepage : M. Léonard Chancel et Yvonne sait-tout
- 1951 : Les Maîtres nageurs, d'Henri Lepage : M. Pascal Demaison
- 1951 : Quai de Grenelle, d'Emil-Edwin Reinert : M. Vance
- 1951 : Messaline (Messalina), de Carmine Gallone : M. Mnester
- 1951 : Georges Vallerey, champion de natation, court métrage de Jean-Claude Huisman
- 1952 : Cet âge est sans pitié, de Marcel Blistène : M. Bigarreau, l'assistant
- 1952 : Ce coquin d'Anatole, d'Émile Couzinet : Lucien, l'amant d'Hélène
- 1952 : Douze Heures de bonheur ou Jupiter, de Gilles Grangier : M. Benjamin Cornet, le pharmacien
- 1952 : Rendez-vous à Grenade, de Richard Pottier : M. Maxime Sanital
- 1952 : Trois Vieilles Filles en folie, d'Émile Couzinet : le marquis de Taupignac
- 1952 : Un jour avec vous ou Entrez sans frapper, de Jean-René Legrand : M. Geoffroy de Marsan
- 1952 : Pour vous mesdames, court métrage de Jacques Garcia : le conférencier
- 1952 : Cœur-sur-Mer, d'André Roy
- 1953 : Alerte au Sud, de Jean Devaivre : M. Guillaume Provence
- 1953 : La Belle de Cadix, de Raymond Bernard : M. Auguste Legrand
- 1953 : Un caprice de Caroline chérie, de Jean Devaivre : le trésorier payeur
- 1953 : Le Petit Jacques, de Robert Bibal : Me Dubois, le juge d'instruction
- 1953 : Quand te tues-tu ?, d'Émile Couzinet : le vicomte Xavier de Venoux
- 1953 : Quitte ou double, de Robert Vernay : M. Joly
- 1953 : Tourbillon, de Alfred Rode : M. Jean Fénestrel, le réalisateur
- 1953 : La Famille Cucuroux ou Une femme dans un lit, d'Émile Couzinet : M. Cucuroux
- 1953 : Le Gang des pianos à bretelles ou Hold-up en musique ou Gangsters en jupons, de Gilles A. de Turenne : Léopold dit « Al-Pat », le gangster
- 1953 : L'Île aux femmes nues, d'Henri Lepage : M. Martijol
- 1953 : Mon gosse de père de Léon Mathot : M. Stanley Percheron
- 1954 : Crime au concert Mayol, de Jean Loubignac et Pierre Méré : M. Grumeau
- 1954 : Ma petite folie, de Maurice Labro : Pompon, le mari
- 1954 : Adam est... Ève, de René Gaveau : M. Lapopie
- 1954 : C'est... la vie parisienne, d'Alfred Rode : M. Weston
- 1954 : Papa, Maman, la Bonne et moi (film), de Jean-Paul Le Chanois : Me Petitot, un avocat
- 1954 : La rafle est pour ce soir, de Maurice Dekobra : le baron Thierry de Mornoy
- 1954 : Si Versailles m'était conté…, de Sacha Guitry : un gardien de musée
- 1954 : Le Vicomte de Bragelonne (Il Visconte di Bragelonne), de Fernando Cerchio : Planchet
- 1954 : Fête de quartier ou Bistrot du coin (Is kermis bij ons), de Paul Flon (en Belgique) : un industriel
- 1955 : La Môme Pigalle, d'Alfred Rode : M. Albert
- 1955 : Boulevard du crime de René Gaveau : M. Étienne Bienvenu, dit « Vieux Copain »
- 1955 : On déménage le colonel, de Maurice Labro : le brigadier
- 1955 : Pas de pitié pour les caves ou Les Requins des bas-fonds, d'Henri Lepage : Victor
- 1955 : Pas de souris dans le bizness, d'Henri Lepage
- 1955 : La Rue des bouches peintes, de Robert Vernay : Jules, le patron de Chez Marianne
- 1956 : Coup dur chez les mous, de Jean Loubignac : l'inspecteur de la P.J.
- 1956 : Et Dieu… créa la femme, de Roger Vadim : M. Vigier-Lefranc
- 1956 : Mon curé chez les pauvres, d'Henri Diamant-Berger : M. Edgar de Saint-Preu
- 1956 : Alerte au Deuxième Bureau, de Jean Stelli : M. Edgard Clément, le photographe
- 1956 : Alerte aux Canaries, d'André Roy : M. Soubignon
- 1956 : Baratin, de Jean Stelli : l'huissier
- 1956 : Ces sacrées vacances, de Robert Vernay : le garagiste
- 1956 : Notre dame de Paris, de Jean Delannoy : le roi Louis XI
- 1956 : Papa, maman, ma femme et moi, de Jean-Paul Le Chanois : Me Petitot, avocat
- 1956 : Si Paris nous était conté, de Sacha Guitry : un gardien du musée Carnavalet
- 1956 : Devant la porte, court métrage, réalisation anonyme
- 1957 : L'inspecteur aime la bagarre, de Jean Devaivre : Jules, le valet de chambre
- 1957 : L'amour descend du ciel, de Maurice Cam : l'oncle de Julien
- 1957 : À pied, à cheval et en voiture, de Maurice Delbez : le vendeur automobile au salon
- 1957 : L'Aventurière des Champs-Élysées, de Roger Blanc : M. Derkell, l'antiquaire coupable
- 1957 : La Blonde des tropiques, d'André Roy : le commissaire Lebrun
- 1957 : C'est arrivé à 36 chandelles, d'Henri Diamant-Berger : Jean Tissier fait une participation dans ce film
- 1957 : Le colonel est de la revue, de Maurice Labro : Victor, le majordome
- 1957 : Pas de grisbi pour Ricardo, d'Henri Lepage : M. Legorget
- 1957 : Une nuit au Moulin-Rouge, de Jean-Claude Roy
- 1957 : Printemps à Paris, de Jean-Claude Roy
- 1957 : Vacances explosives, de Christian Stengel : Charlot, le barman
- 1957 : Police judiciaire de Maurice de Canonge : Bob
- 1958 : Et ta sœur, de Maurice Delbez : le directeur de la prison
- 1958 : Les Gaîtés de l'escadrille, de Georges Péclet : le dentiste
- 1958 : Madame et son auto, de Robert Vernay : l'examinateur
- 1958 : Maigret tend un piège, de Jean Delannoy : un journaliste de Paris Presse
- 1958 : Miss Pigalle, de Maurice Cam : l'ambassadeur de Catharie
- 1958 : La Vie à deux, de Clément Duhour : M. Arthur Vattier
- 1959 : Énigme aux Folies Bergère, de Jean Mitry : le régisseur
- 1959 : Bobosse, de Étienne Périer : l'oncle Émile et M. Mazurier
- 1959 : Brigade des mœurs, de Maurice Boutel : Clovis, le rabatteur
- 1959 : Soupe au lait, de Pierre Chevalier : l'avocat
- 1959 : Vous n'avez rien à déclarer ?, de Clément Duhour : le commissaire
- 1959 : Visa pour l'enfer, d'Alfred Rode : l'épicier
- 1959 : Le Turfiste, court métrage tourné en Belgique de Roger Van Pottelsberghe

#### Années 1960
- 1960 : Mademoiselle Ange (Engel auf erden ein), de Géza von Radványi : le présentateur
- 1960 : Marie des Isles, de Georges Combret : le père Hampteau, père de Marie
- 1960 : Monsieur Suzuki, de Robert Vernay : Ulrich
- 1960 : Candide ou l'Optimisme du XXe siècle, de Norbert Carbonnaux : le docteur Jacques
- 1961 : Les Godelureaux, de Claude Chabrol : le président
- 1961 : Vive Henri IV, vive l'amour, de Claude Autant-Lara : le médecin espagnol
- 1961 : La Bride sur le cou, de Roger Vadim : le concierge
- 1961 : Alibi pour un meurtre ou Chaque minute compte, de Robert Bibal : le patron du café
- 1961 : Les croulants se portent bien, de Jean Boyer : Armand
- 1962 : Dossier 1413, de Alfred Rode : « le Duc », un fou qui déclame des vers
- 1962 : Snobs !, de Jean-Pierre Mocky : M. Chauvin
- 1962 : Un chien dans un jeu de quilles, de Fabien Collin : le grand-père
- 1962 : La Fille du torrent, de Hans Herwig : l'hôtelier
- 1963 : Les Bricoleurs, de Jean Girault
- 1963 : Seul... à corps perdu, de Jean Maley : le jardinier
- 1963 : Règlements de comptes, de Pierre Chevalier : un antiquaire
- 1963 : Clémentine chérie, de Pierre Chevalier : M. Versigny, de l'auto-école
- 1963 : Le Bon Roi Dagobert, de Pierre Chevalier : le grand connétable
- 1963 : Les Cavaliers rouges (Old shatter hand), de Hugo Fregonese (à confirmer)
- 1963 : Strip-tease, de Jacques Poitrenaud : le peintre
- 1963 : Les Vierges, de Jean-Pierre Mocky : le conférencier horticole
- 1963 : Un drôle de paroissien, de Jean-Pierre Mocky : l'inspecteur Bridoux
- 1963 : La Guerre des capsules, court métrage de Pierre Simon
- 1964 : L'assassin viendra ce soir, de Jean Maley : le jardinier
- 1964 : Requiem pour un caïd, de Maurice Cloche : le père La Coquille
- 1964 : La Bonne Soupe, de Robert Thomas : le barman
- 1964 : Le Sexe des anges (Le voci bianche), de Massimo Franciosa et Pasquale Festa Campanile : Savello
- 1964 : Les Motorisées (Le motorizzate), de Marino Girolami
- 1964 : L'Étrange Auto-stoppeuse, film inédit de Jean Darcy et Raoul André
- 1964 : Les Mordus de Paris, de Pierre Arnaud
- 1965 : L'Or du duc, de Jacques Baratier : le bon Pleko
- 1968 : Les Baratineurs, de Francis Rigaud : le duc
- 1966 : Le Jardinier d'Argenteuil, de Jean-Paul Le Chanois : Albert, le brocanteur
- 1966 : Massacre pour une orgie, de Jean-Pierre Bastid
- 1967 : Les Compagnons de la marguerite, de Jean-Pierre Mocky : M. Galoupet, le concierge
- 1967 : Deux Billets pour Mexico, de Christian-Jaque : Adelgate
- 1968 : La Grande Lessive (!), de Jean-Pierre Mocky : Benjamin

#### Années 1970
- 1971 : La Veuve Couderc, de Pierre Granier-Deferre : Henri
- 1972 : Sex-shop, de Claude Berri : M. de La Grange

### Télévision
- 1962 : L'inspecteur Leclerc enquête, épisode Les Jumelles de Yannick Andréi (feuilleton) : le directeur
- 1964 : Le Théâtre de la jeunesse : David Copperfield de Marcel Cravenne
- 1965 : Ce fou de Platonov, de François Gir
- 1965 : Le Bonheur conjugal, feuilleton en 13 épisodes de 26 min, de Jacqueline Audry
- 1965 : Les Jeunes Années, feuilleton en 26 épisodes de 13 min, de Joseph Drimal : Paris, des tournées Flaminien
- 1965 : Les Saintes Chéries, épisode Ève et la Maison de campagne de Maurice Delbez) : l'agent immobilier
- 1965 : Le Chat, la Belette et le Petit Lapin, épisode de la série Les Fables de La Fontaine
- 1966 : Allô Police, épisode L'Affaire Cortedani de Pierre Goutas
- 1966 : Rouletabille chez le tsar, de Jean-Claude Lagneau : le directeur du journal
- 1966 : Le Parfum de la dame en noir, d'Yves Boisset) : le rédacteur en chef
- 1967 : La Mort de Phèdre, épisode du feuilleton Malican père et fils, de Yannick Andréi
- 1967 : Le Point d'honneur, épisode du feuilleton Max le débonnaire, de Jacques Deray
- 1967 : Saturnin Belloir, feuilleton en 13 épisodes de 25 min, de Jacques-Gérard Cornu : Roméro
- 1968 : Vive la vie, seconde série du feuilleton en 50 épisodes de 13 min, de Joseph Drimal : Alexandre, l'ami de Benjamin
- 1969 : Que ferait donc Faber ?, feuilleton en 8 épisodes de 55 min de Dolorès Grassian
- 1970 : Vive la vie, troisième série du feuilleton en 29 épisodes de 13 min, de Joseph Drimal
- 1971 : La Visite de la vieille dame, d'Alberto Cavalcanti : Koby

## Théâtre
- 1941 : L'Amant de Bornéo de Roger Ferdinand et José Germain, théâtre Daunou
- 1946 : Ce soir je suis garçon ! d'Yves Mirande & André Mouëzy-Éon, mise en scène Jacques Baumer, théâtre Antoine
- 1949 : L'Amant de Bornéo de Roger Ferdinand et José Germain, théâtre Daunou
- 1959 : Hamlet de William Shakespeare, mise en scène Jean Darnel, arènes de Saintes
- 1960 : La Voleuse de Londres de Georges Neveux, mise en scène Raymond Gérôme, théâtre du Gymnase
- 1962 : Les Cailloux de Félicien Marceau, mise en scène André Barsacq, théâtre de l'Atelier
- 1963 : Caroline a disparu d'André Haguet et Jean Valmy, mise en scène Jacques-Henri Duval, théâtre des Capucines
- 1964 : Le Corsaire de Marcel Achard, mise en scène Henri Lazarini
- 1966 : Ta femme nous trompe d'Alexandre Breffort, mise en scène Michel Vocoret, théâtre des Capucines
- 1969 : La Poulette aux œufs d'or de Robert Thomas, mise en scène de l'auteur, théâtre des Capucines
- Madame Sans-Gêne
- La Femme nue
- L'Inconnue d'Arras
- Désiré
- La Puce à l'oreille
- Jean de la Lune
- Nina

## Publication
- Sans maquillage, souvenirs et confidences, Paris, Flammarion, 1er janvier 1945, 221 p. (ASIN B001BOJ31Q)